# The Lonesome Trail (film 1955)
The Lonesome Trail è un film del 1955 diretto da Richard Bartlett.
È un western statunitense con Wayne Morris, John Agar, Margia Dean e Edgar Buchanan. È basato sul racconto breve del 1954 Silent Reckoning di Gordon D. Shirreffs.

## Produzione
Il film, diretto da Richard Bartlett su una sceneggiatura dello stesso Bartlett, di Ian MacDonald e, per alcuni dialoghi addizionali, di J.A. Wenzel su un soggetto di Gordon D. Shirreffs, fu prodotto da Bartlett e da Earle Lyon per la L&B Productions e girato dal 7 al 17 febbraio 1955 e, per alcune scene aggiuntive, nell'aprile dello stesso anno.

## Distribuzione
Il film fu distribuito negli Stati Uniti dal 1º luglio 1955 al cinema dalla Lippert Pictures.

## Promozione
La tagline è: A BULLET ECHOED EACH STEP HE TOOK ON A PATH OF TERROR!.